# Orsolobidae
Orsolobidae là một họ nhện sáu mắt với khoảng 180 loài được mô tả trong 28 chi. Họ này đã được tách khỏi Dysderidae. Nhiều chi đã được chuyển từ Oonopidae.

## Phân bố
Phần lớn các chi là loài bản địa New Zealand và vùng Úc. 
Một số chi phân bố ở nam châu Phi (Afrilobus, Azanialobus) và Nam Mỹ (Chileolobus, Mallecolobus, Orsolobus, Osornolobus, Falklandia, Losdolobus).

## Chi
- Afrilobus Griswold & Platnick, 1987 (Africa)
- Anopsolobus Forster & Platnick, 1985 (New Zealand))
- Ascuta Forster, 1956 (New Zealand)
- Australobus Forster & Platnick, 1985 (Úc)
- Azanialobus Griswold & Platnick, 1987 (Nam Phi)
- Bealeyia Forster & Platnick, 1985 (New Zealand)
- Chileolobus Forster & Platnick, 1985 (Chile)
- Cornifalx Hickman, 1979 (Tasmania)
- Dugdalea Forster & Platnick, 1985 (New Zealand)
- Duripelta Forster, 1956 (New Zealand)
- Falklandia Forster & Platnick, 1985 (quần đảo Falkland)
- Hickmanolobus Forster & Platnick, 1985 (Tasmania)
- Losdolobus Platnick & Brescovit, 1994 (Brazil)
- Mallecolobus Forster & Platnick, 1985 (Chile)
- Maoriata Forster & Platnick, 1985 (New Zealand)
- Orongia Forster & Platnick, 1985 (New Zealand)
- Orsolobus Simon, 1893 (Chile, Argentina)
- Osornolobus Forster & Platnick, 1985 (Chile)
- Paralobus Forster & Platnick, 1985 (New Zealand)
- Pounamuella Forster & Platnick, 1985 (New Zealand)
- Subantarctia Forster, 1955 (New Zealand)
- Tangata Forster & Platnick, 1985 (New Zealand)
- Tasmanoonops Hickman, 1930 (Úc)
- Tautukua Forster & Platnick, 1985 (New Zealand)
- Turretia Forster & Platnick, 1985 (New Zealand)
- Waiporia Forster & Platnick, 1985 (New Zealand)
- Waipoua Forster & Platnick, 1985 (New Zealand)
- Wiltonia Forster & Platnick, 1985 (New Zealand)